# جان جیبز ادوین مایال
جان جیبز ادوین مایال (انگلیسی: John Jabez Edwin Mayall; ۱۷ سپتامبر ۱۸۱۳ – ۶ مارس ۱۹۰۱) عکاس اهل بریتانیا بود.

## نگارخانه

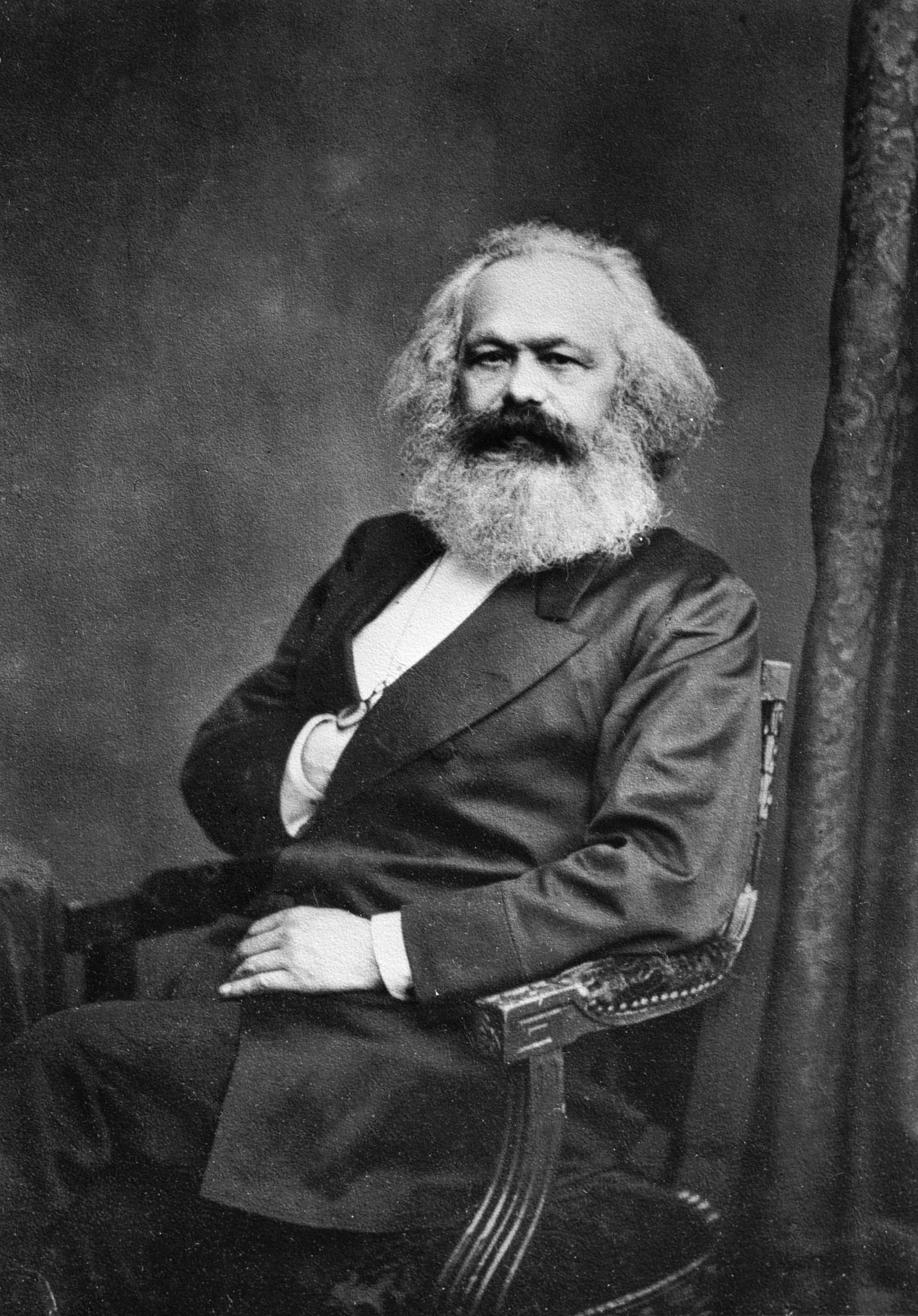
کارل مارکس
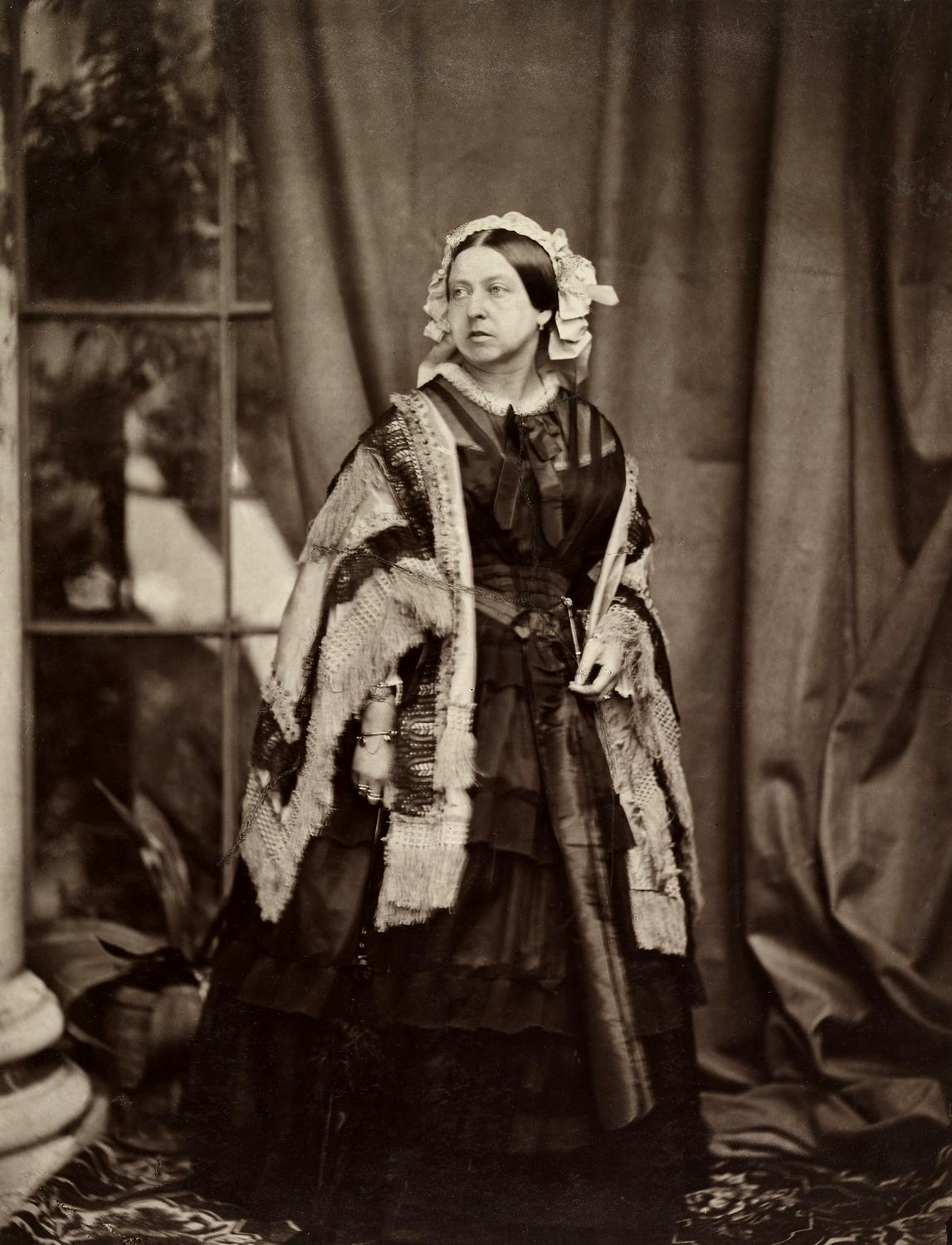
ملکه ویکتوریا
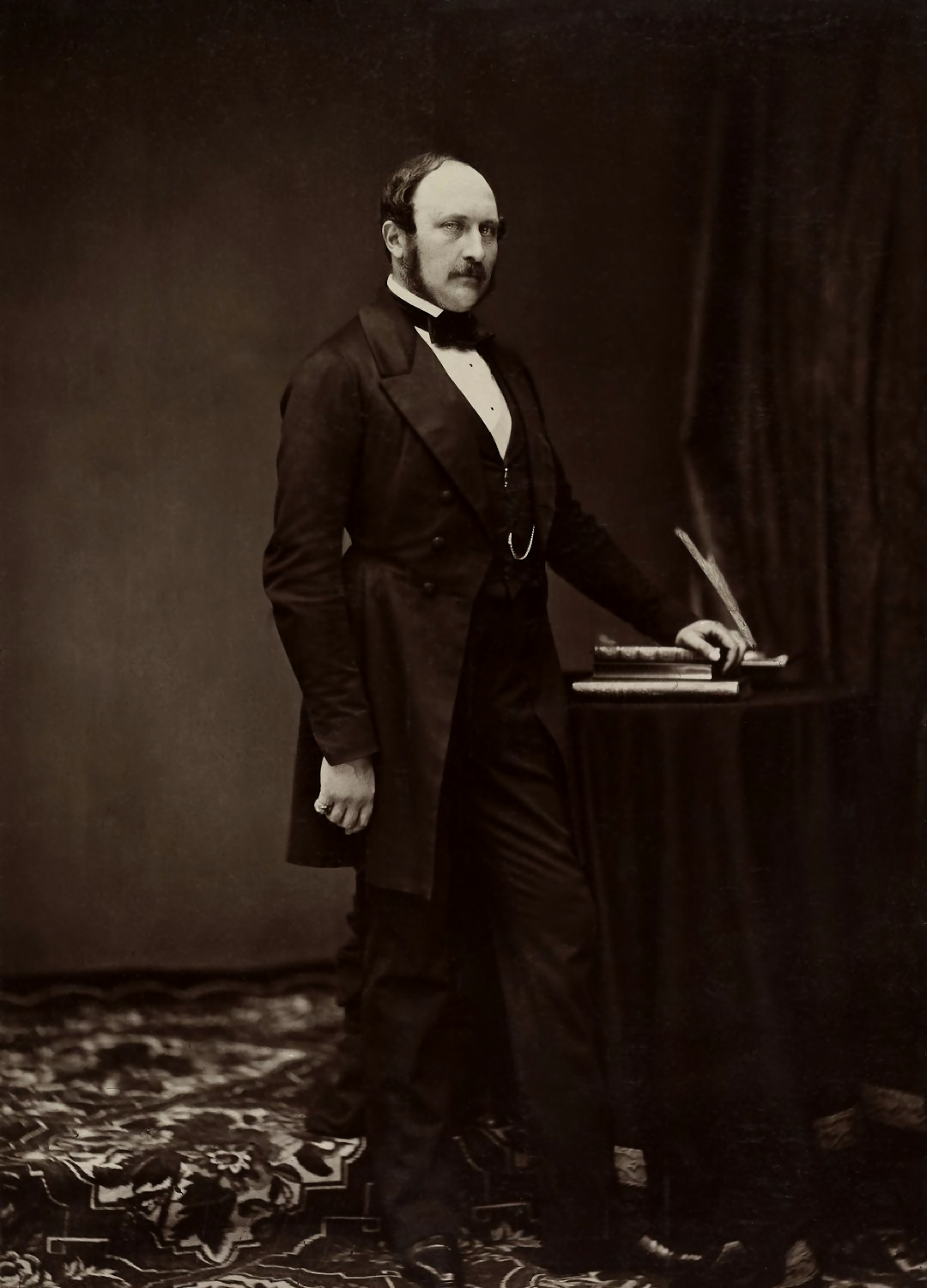
آلبرت ساکس کوبورگ و گوتا
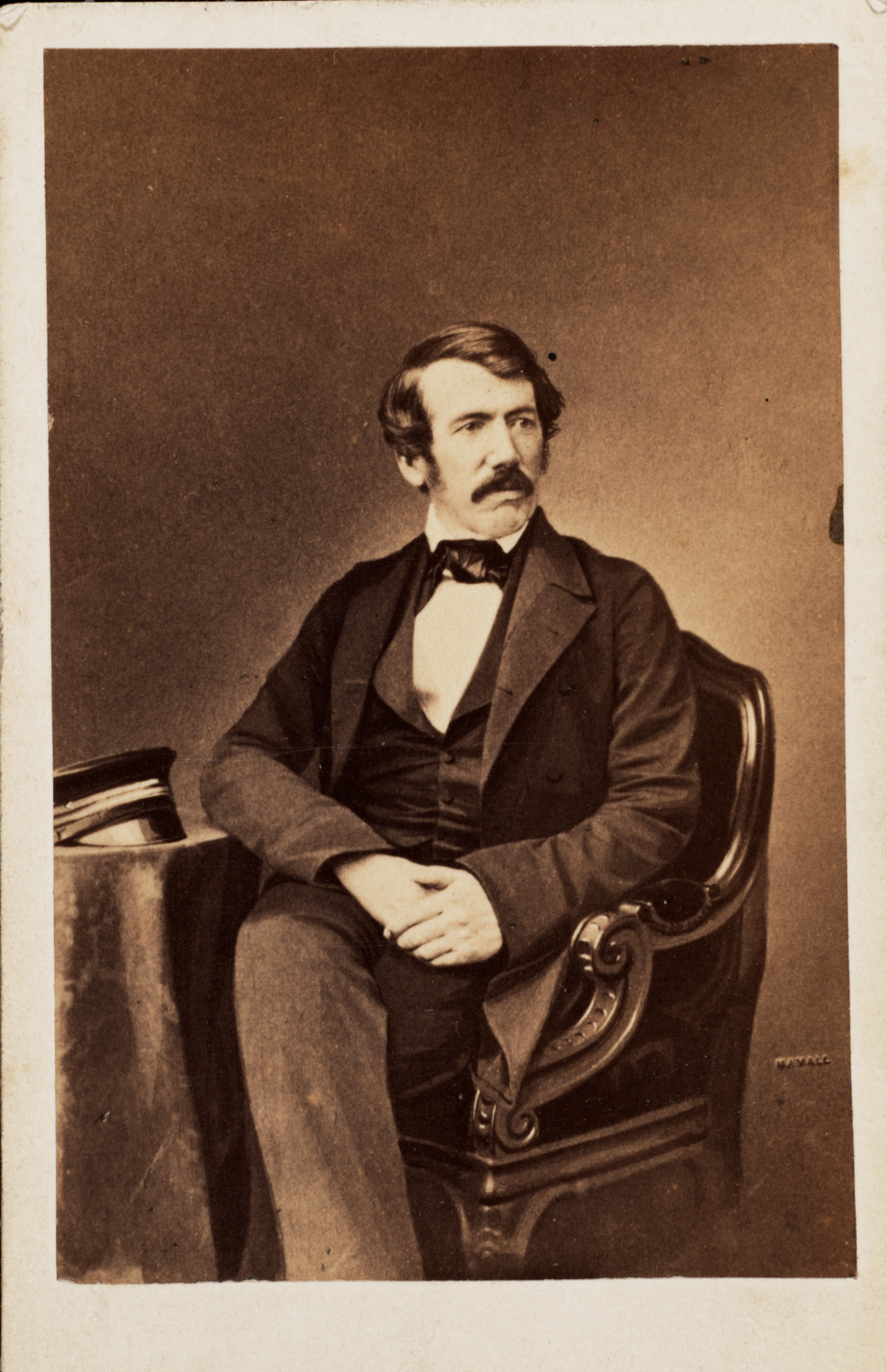
دیوید لیوینگستون